# Sân bay Preguiça
Sân bay Preguiça (tiếng Bồ Đào Nha Aeroporto de Preguiça) (IATA: SNE, ICAO: GVSN São Nicolau) là một sân bay ở Cabo Verde, trên đảo São Nicolau, cách thủ phủ đảo Ribeira Brava 3 km về phía nam. Mã IATA là São Nicolau và chữ E, hai chữ cuối theo mã ICAO là São Nicolau. Sân bay này có 1 đường băng dài 1400 m bề mặt nhựa đường.

## Các hãng hàng không và các tuyến điểm
- Cabo Verde Express (Sal)
- TACV (Praia, Sal, São Vicente)